# Ścieżka przyrodniczo-dydaktyczna „Szwajcaria Lwówecka”

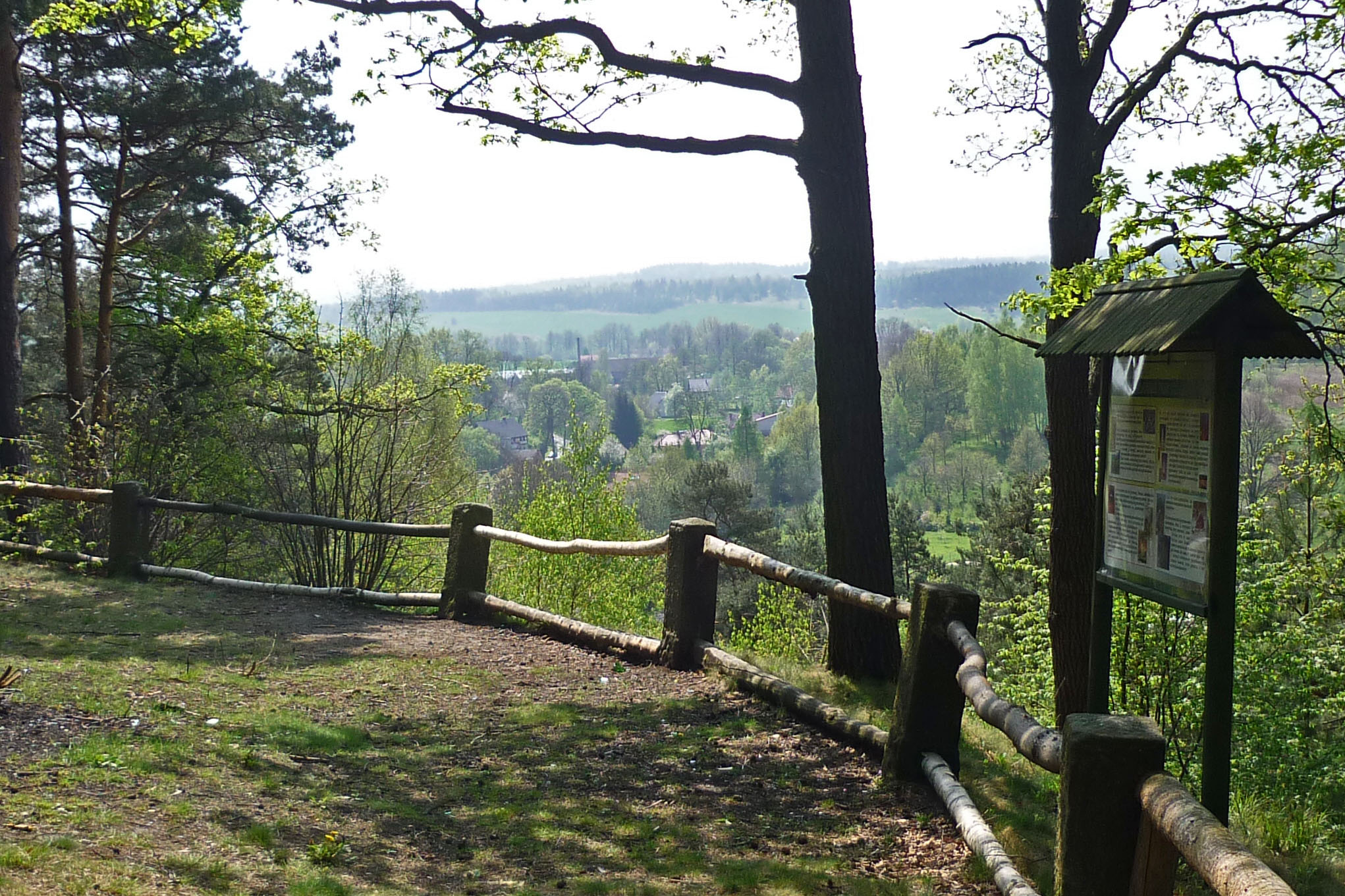
Szlak na Szwajcarii Lwóweckiej z tablicą informacyjną

Ścieżka przyrodniczo-dydaktyczna „Szwajcaria Lwówecka” – czarno znakowana ścieżka dydaktyczno-przyrodnicza w Parku Krajobrazowym Doliny Bobru. Znajduje się w Lwówku Śląskim w województwie dolnośląskim, w powiecie lwóweckim, w gminie Lwówek Śląski, na terenie kompleksu leśnego Bucholec na Pogórzu Izerskim. Długość wynosi 1,3 km, sama trasa prowadzi przez masywy skalne Szwajcarii Lwóweckiej, a ścieżka zaczyna się u podnóża tych skał. Trasa ścieżki składa się z 8 przystanków wyposażonych w tablice edukacyjne oraz miejsca wypoczynku. Ścieżka przygotowana została z myślą o młodzieży szkolnej i  turystach indywidualnych. Na kolejnych przystankach można się dowiedzieć o roli, jaką człowiek odgrywa będąc gościem w lesie, jak jego zachowanie może mieć wpływ na las i jego mieszkańców, poszerzając wiedzę na temat ptaków gniazdujących w tutejszych lasach i ich pożytecznej roli w walce ze szkodliwymi owadami. Na kolejnych przystankach możemy poszerzyć swoją wiedzę na temat drzew, ich rozpoznawania i rozróżniania. Kolejne tablice zapoznają zwiedzających z pracą leśnika: informują jak powstaje las, jak jest odnawiany, pielęgnowany i ochraniany. Przy ostatniej tablicy znajduje się punkt widokowy z panoramą Lwówka Śląskiego oraz miejscem do odpoczynku.
Ścieżka jest dobrym uzupełnieniem dla istniejącego tu żółtego szlaku turystycznego Świerzawa – Niwnice. Ścieżka zaczyna się u podnóża skał Szwajcarii Lwóweckiej. Wspinając się kamiennymi schodami do pierwszego przystanku można dostrzec umieszczoną tam tablicę z informacjami o formacji skalnej jaką jest Szwajcaria Lwówecka. Jest to najwyższa naturalna piaskowcowa formacja skalna, poza Górami Stołowymi, w całych Sudetach, a sama Szwajcaria Lwówecka zyskała swoje miano dzięki turystom odwiedzającym te tereny przed II wojną światową, porównującymi lwóweckie skały do oszałamiających, szwajcarskich masywów skalnych.
Ścieżka została utworzona przez Nadleśnictwo Lwówek Śląski w 80-rocznicę powstania Lasów Państwowych, przy udziale Urzędu Miasta i Gminy Lwówek Śląski, Starostwa Powiatowego oraz PTTK Odział „Ziemi Lwóweckiej” w Lwówku Śląskim. Ścieżką można dotrzeć na szczyt Bukowicy (271 m n.p.m.). 